# Afro-fusion
Afro-fusion és un gènere de música que combina la música contemporània amb els ritmes tradicionals africans per crear un estil de música híbrid. Les primeres bandes d'afro-fusion no van sobreviure a la dècada de 1970 i la dècada de 1980, i molts dels músics van marxar dels seus països, però a finals de la dècada de 1980 l'estil va revifar amb el retorn dels músics als seus països i una nova fornada de músics. Artistes d'Afro-fusion populars són els britànics Osibisa, Freshlyground, de Sud-àfrica o Zamajobe. També hi ha molts altres artistes d'Afro-fusion a l'Àfrica oriental.